# Sandro Mencucci
Sandro Mencucci (Firenze, 18 luglio 1961) è un dirigente sportivo italiano.
Mencucci è amministratore delegato della squadra di calcio U.S. Lecce che partecipa al campionato di Serie A da maggio 2022. Dopo i suoi diciassette anni nella Serie A italiana, ha participato come membro del consiglio di amministrazione del Leeds United Football Club contribuendo, nel luglio 2020, alla storica promozione del club in Premier League dopo una pausa di 16 anni nel campionato inglese di Football League. Precedentemente è stato amministratore delegato della squadra di calcio italiana di Serie A ACF Fiorentina dall'agosto 2002 al 2019.

## Biografia
Dottore commercialista di professione, Mencucci è entrato nella Fiorentina come amministratore delegato e consigliere di amministrazione nell'estate 2002 quando la famiglia Della Valle, proprietaria dei marchi di moda Tod's, Fay, Hogan e Roger Vivier, ha acquisito il club inadempiente e ha avviato una nuova entità a partire dal quarto livello di Serie C2, con il nome Florentia Viola. Il Club è stato istituito da zero senza strutture esistenti e con un capitale modesto di 7,5 milioni di euro. Durante i suoi anni di permanenza in carica, Mencucci e la famiglia Della Valle hanno aumentato il budget dai 7,5 milioni iniziali a oltre 100 milioni di euro l'anno.

### Filosofia
Durante i diciassette anni come amministratore delegato alla Fiorentina, Mencucci ha messo in pratica la visione della famiglia Della Valle, il "Modello Fiorentina", che sottolineava l'equilibrio economico, la competenza tecnica, gli investimenti nel settore giovanile e la promozione di una cultura sportiva del "fair play".
Mencucci ha guidato il club dal suo inserimento iniziale in Serie C2, quarta divisione italiana, alla sua promozione in Serie A nel 2004. Il club si è qualificato per tre anni consecutivi per l'Europa League e si è piazzata nelle prime quattro posizioni del campionato italiano di serie A in tre stagioni consecutive. Il club si è inoltre qualificato per la Champions League 2008-09 e ancora nel 2009-10, dove la Fiorentina ha vinto contro il Liverpool per 2-0 e per la partita di ritorno a Firenze per 2-1. Durante l'estate 2014 il club ha partecipato alla Copa EuroAmericana 2014 e nell'estate 2015 alla International Champions Cup 2015.
Durante la gestione di Mencucci la Fiorentina è diventato il primo club di Serie A a sostenere finanziariamente un'associazione senza scopo di lucro, Save the Children. Dal 2009 la Fiorentina ha donato 250000,00 € all'anno a Save the Children. Dal 2010 il club ha esposto il logo non profit sulla maglia della Fiorentina al posto dello sponsor principale per 7 stagioni consecutive.